# A’dam
 A'dam  je sprava u izmišljenom svetu Točka vremena, svetu koji je stvorio američki pisac Robert Džordan. 

## Funkcija i upotreba
A'dam je ter'angreal koji se sastoji od ogrlice i narukvice. A'dam omogućava onome ko nosi narukvicu da kontroliše onoga koji nosi ogrlicu. Osoba koja nosi narukvicu se naziva sul'dam, a osoba koja nosi ogrlicu se naziva damane. Može biti korišćen samo od strane žene koja može da usmerava ili ima mogućnost da nauči da usmerava, i mogu se kontrolisati samo oni koji imaju tu sposobnost. Kada je po prvi put spomenut u knjigama, ogrlica i narukvica od koje je a'dam sačinjen bile su povezane tankom žicom, dok se kasnije ova sprava spominje kao takva da nije potrebna nikakva žica, ili bilo kakva fizička veza između narukvice i ogrlice. Svaka žena koja nosi narukvicu koja je deo a'dama oseća sve emocije žene koja nosi ogrlicu. A'dam se najviše upotrebljava u Seanšanu i od strane Seanšana, koji koriste ženu sa sposobnošću da usmerava kao oružje.
A'dam se može iskoristiti da izazove ogroman fizički bol i agoniju onome ko nosi ogrlicu, i to, zajedno sa  činjenicom da damane ne može da usmerava  bez dozvole sul'dam predstavlja osnovne načine kontrole ovom spravom. Istina je, da damane ne može ni da pokuša da pomeri narukvicu sa mesta na kojem stoji, ne može da dodirne okovratnik, ili čak da pomsili na to da povredi svoju sul'dam, ukoliko ne želi da se suoči sa nesnosnim bolom i agonijom.
Muški usmerivač ne bi trebalo da nosi a'dam oko ruke kako ne bi ubio i sebe i ženu na kojoj se ogrlica a'dama nalazi. Postoji posebna vrsta ter'angreala koji se ponaša kao a'dam za muške usmerivače. Ova sprava izgleda kao komplet crnih narukvica, koje omogućavaju jednoj ili dvema ženskih usmerivača da kontrolišu muškarca koji ume da usmerava. Ova sprava nije pogodna za dugoročno zarobljavanje i kontrolisanje nekoga, zato što će ženu ili žene koje nose narukvice izložiti uticaju Kletve saidina.

## Literatura
- Robert Jordan's The Wheel of Time series Архивирано на веб-сајту  (5. март 2013)
- [мртва веза]